# Ernst von Leyser
Ernst Ulrich Hans von Leyser (Steglitz, 18 novembre 1889 – Garstedt, 23 settembre 1962) è stato un generale tedesco della Wehrmacht durante la seconda guerra mondiale.
In seguito alla fine della guerra nel 1947, fu processato per crimini di guerra compiuti nella campagna dei Balcani e condannato a 10 anni di carcere durante il processo degli ostaggi; la pena fu in seguito ridotta e venne rilasciato nel 1951.

## Biografia
Durante la Campagna di Francia Leyser comandò un reggimento. Nell'aprile 1941 venne nominato comandante della 269. Infanterie-Division. Come parte del Gruppo d'armate Nord, la sua divisione prese parte ai combattimenti nel nord dell'Unione Sovietica dopo l'inizio dell'Operazione Barbarossa. Il 18 settembre 1941 venne decorato con la Croce di Cavaliere della Croce di Ferro e comandò la XXVI. Armeekorps durante l'Assedio di Leningrado.
Un anno dopo, fu assegnato come comandante della XV. Gebirgs-Armeekorps, impegnata a combattere i partigiani titini in Croazia. Il 20 luglio 1944 (contemporaneamente all'attentato a Hitler) lasciò il comando al generale Gustav Fehn, comandante della XXI. Gebirgs-Armeekorps nei Balcani.
il 29 aprile 1945, fu sollevato da tutti i suoi comandi. L'8 maggio venne fatto prigioniero dalle forze statunitensi.
Leyser venne processato, come subordinato del generale Lothar Rendulic, insieme ad altri 12 alti ufficiali tedeschi nel processo degli ostaggi, dal 13 maggio 1947 al 19 febbraio 1948.

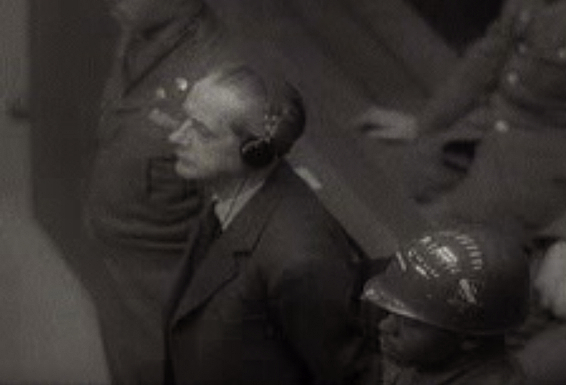
Ernst von Leyser durante il processo degli ostaggi nel 1948

Durante tale processo venne ritenuto colpevole di crimini contro l'umanità e crimini di guerra: assassinio e maltrattamento dei prigionieri di guerra e assassinio e maltrattamento dei civili. Venne condannato a 10 anni di carcere nel dicembre 1947. Il 31 gennaio 1951 l'alto commissario statunitense in Germania John J. McCloy ridusse la sua pena. Leyser morì a Garstedt nella Bassa Sassonia il 23 settembre 1962 all'età di 73 anni.